# 锦山古道
锦山古道，位于中国广东省梅州市大埔县三河坪水，为梅州市大埔县的一个县级文物保护单位，类型为其他，公布时间为1999年9月。
锦山古道的历史年代为唐代。